# スペイン領ネーデルラント

スペイン領ネーデルラント
Spaanse Nederlanden (オランダ語)
Países Bajos Españoles (スペイン語)
Spanische Niederlande (ドイツ語)
Spuenesch Holland (ルクセンブルク語)
Pays-Bas Espagnols (フランス語)
Belgica Regia (ラテン語)

国の標語: Plus Ultra（ラテン語）
更なる前進
1700年時のスペイン領ネーデルラントの地図（灰色）

| ネーデルラントの歴史                                                   | ネーデルラントの歴史                                                             | ネーデルラントの歴史                                                | ネーデルラントの歴史                                                  | ネーデルラントの歴史                                                                        | ネーデルラントの歴史                                                                        | ネーデルラントの歴史                                                                        | ネーデルラントの歴史                                                                        | ネーデルラントの歴史                                                                        |
| ---------------------------------------------------------------------- | -------------------------------------------------------------------------------- | ------------------------------------------------------------------- | --------------------------------------------------------------------- | ------------------------------------------------------------------------------------------- | ------------------------------------------------------------------------------------------- | ------------------------------------------------------------------------------------------- | ------------------------------------------------------------------------------------------- | ------------------------------------------------------------------------------------------- |
| フリーシー族                                                           |                                                                                  |                                                                     | ベルガエ族                                                            | ベルガエ族                                                                                  | ベルガエ族                                                                                  | ベルガエ族                                                                                  | ベルガエ族                                                                                  | ベルガエ族                                                                                  |
|                                                                        | カナネファテス族                                                                 | カマウィ族 トゥバンテス族                                           | カマウィ族 トゥバンテス族                                             | ガリア・ベルギカ （紀元前55年 - 5世紀ごろ） ゲルマニア・インフェリオル （83年 - 5世紀ごろ） | ガリア・ベルギカ （紀元前55年 - 5世紀ごろ） ゲルマニア・インフェリオル （83年 - 5世紀ごろ） | ガリア・ベルギカ （紀元前55年 - 5世紀ごろ） ゲルマニア・インフェリオル （83年 - 5世紀ごろ） | ガリア・ベルギカ （紀元前55年 - 5世紀ごろ） ゲルマニア・インフェリオル （83年 - 5世紀ごろ） | ガリア・ベルギカ （紀元前55年 - 5世紀ごろ） ゲルマニア・インフェリオル （83年 - 5世紀ごろ） |
|                                                                        | カナネファテス族                                                                 | サリ・フランク族                                                    |                                                                       | バタウィ族                                                                                  | バタウィ族                                                                                  |                                                                                             |                                                                                             |                                                                                             |
| 無人 （4世紀 - 5世紀ごろ）                                             | 無人 （4世紀 - 5世紀ごろ）                                                       | ザクセン族                                                          | サリ・フランク族 （4世紀 - 5世紀ごろ）                                | サリ・フランク族 （4世紀 - 5世紀ごろ）                                                      | サリ・フランク族 （4世紀 - 5世紀ごろ）                                                      |                                                                                             |                                                                                             |                                                                                             |
| フリースラント王国 （6世紀ごろ - 734年）                               | フリースラント王国 （6世紀ごろ - 734年）                                         |                                                                     | フランク王国（481年 - 843年） カロリング帝国 （800年 - 843年）        | フランク王国（481年 - 843年） カロリング帝国 （800年 - 843年）                              | フランク王国（481年 - 843年） カロリング帝国 （800年 - 843年）                              | フランク王国（481年 - 843年） カロリング帝国 （800年 - 843年）                              | フランク王国（481年 - 843年） カロリング帝国 （800年 - 843年）                              | フランク王国（481年 - 843年） カロリング帝国 （800年 - 843年）                              |
| フリースラント王国 （6世紀ごろ - 734年）                               | フリースラント王国 （6世紀ごろ - 734年）                                         | アウストラシア（511年 - 687年）                                     |                                                                       |                                                                                             |                                                                                             |                                                                                             |                                                                                             |                                                                                             |
|                                                                        |                                                                                  |                                                                     |                                                                       |                                                                                             |                                                                                             |                                                                                             |                                                                                             |                                                                                             |
|                                                                        |                                                                                  |                                                                     |                                                                       |                                                                                             |                                                                                             |                                                                                             |                                                                                             |                                                                                             |
| 中部フランク王国（843年 - 855年）                                      | 中部フランク王国（843年 - 855年）                                                | 中部フランク王国（843年 - 855年）                                   | 中部フランク王国（843年 - 855年）                                     | 中部フランク王国（843年 - 855年）                                                           | 西フランク王国 （843年 - 987年）                                                            |                                                                                             |                                                                                             |                                                                                             |
| ロタリンギア王国（855年 - 959年） 下ロタリンギア公国（959年 - 1190年） |                                                                                  |                                                                     |                                                                       |                                                                                             | 西フランク王国 （843年 - 987年）                                                            |                                                                                             |                                                                                             |                                                                                             |
| フリースラント                                                         |                                                                                  |                                                                     |                                                                       |                                                                                             |                                                                                             |                                                                                             |                                                                                             |                                                                                             |
| フリースラントの自由 （11世紀 - 16世紀）                               | ホラント伯国 （880年 - 1432年）                                                  | ユトレヒト司教領 （695年 - 1456年）                                 | ブラバント公国 （1183年 - 1430年） ゲルデルン公国 （1046年 - 1543年） | ブラバント公国 （1183年 - 1430年） ゲルデルン公国 （1046年 - 1543年）                       | フランドル伯国 （862年 - 1384年）                                                           | エノー伯国 （1071年 - 1432年） ナミュール伯国 (981年 - 1421年)                              | リエージュ司教領 （980年 - 1794年）                                                         | ルクセンブルク公国 （1059年 - 1443年）                                                      |
|                                                                        | ブルゴーニュ領ネーデルラント（1384年 - 1482年）                                  |                                                                     |                                                                       |                                                                                             |                                                                                             |                                                                                             |                                                                                             |                                                                                             |
|                                                                        | ハプスブルク領ネーデルラント（1482年 - 1795年） （ネーデルラント17州1543年以降） |                                                                     |                                                                       |                                                                                             |                                                                                             |                                                                                             |                                                                                             |                                                                                             |
| ネーデルラント連邦共和国 （1581年 - 1795年）                           | ネーデルラント連邦共和国 （1581年 - 1795年）                                     | ネーデルラント連邦共和国 （1581年 - 1795年）                        | ネーデルラント連邦共和国 （1581年 - 1795年）                          | スペイン領ネーデルラント （1556年 - 1714年）                                                | スペイン領ネーデルラント （1556年 - 1714年）                                                | スペイン領ネーデルラント （1556年 - 1714年）                                                |                                                                                             |                                                                                             |
|                                                                        |                                                                                  |                                                                     |                                                                       | オーストリア領ネーデルラント （1714年 - 1795年）                                            |                                                                                             |                                                                                             |                                                                                             |                                                                                             |
|                                                                        |                                                                                  |                                                                     |                                                                       | ベルギー合衆国 （1790年）                                                                   | ベルギー合衆国 （1790年）                                                                   | ベルギー合衆国 （1790年）                                                                   | リエージュ共和国 （1789年 - 1791年）                                                        |                                                                                             |
|                                                                        |                                                                                  |                                                                     |                                                                       |                                                                                             |                                                                                             |                                                                                             |                                                                                             |                                                                                             |
| バタヴィア共和国（1795年 - 1806年） ホラント王国（1806年 - 1810年）    | バタヴィア共和国（1795年 - 1806年） ホラント王国（1806年 - 1810年）              | バタヴィア共和国（1795年 - 1806年） ホラント王国（1806年 - 1810年） | バタヴィア共和国（1795年 - 1806年） ホラント王国（1806年 - 1810年）   | フランス第一共和政（1795年 - 1804年） フランス第一帝政（1804年 - 1815年）                   | フランス第一共和政（1795年 - 1804年） フランス第一帝政（1804年 - 1815年）                   | フランス第一共和政（1795年 - 1804年） フランス第一帝政（1804年 - 1815年）                   | フランス第一共和政（1795年 - 1804年） フランス第一帝政（1804年 - 1815年）                   | フランス第一共和政（1795年 - 1804年） フランス第一帝政（1804年 - 1815年）                   |
|                                                                        |                                                                                  |                                                                     |                                                                       |                                                                                             |                                                                                             |                                                                                             |                                                                                             |                                                                                             |
| ネーデルラント連合公国（1813年 - 1815年）                              |                                                                                  |                                                                     |                                                                       |                                                                                             |                                                                                             |                                                                                             |                                                                                             |                                                                                             |
| ネーデルラント連合王国（1815年 - 1830年）                              | ネーデルラント連合王国（1815年 - 1830年）                                        | ネーデルラント連合王国（1815年 - 1830年）                           | ネーデルラント連合王国（1815年 - 1830年）                             | ネーデルラント連合王国（1815年 - 1830年）                                                   | ネーデルラント連合王国（1815年 - 1830年）                                                   | ネーデルラント連合王国（1815年 - 1830年）                                                   | ネーデルラント連合王国（1815年 - 1830年）                                                   | ルクセンブルク 大公国 （同君連合、1815年 - ）                                               |
| オランダ王国（1839年 - ）                                              | オランダ王国（1839年 - ）                                                        | オランダ王国（1839年 - ）                                           | オランダ王国（1839年 - ）                                             | ベルギー王国（1830年 - ）                                                                   | ベルギー王国（1830年 - ）                                                                   | ベルギー王国（1830年 - ）                                                                   | ベルギー王国（1830年 - ）                                                                   | ルクセンブルク 大公国 （同君連合、1815年 - ）                                               |
|                                                                        |                                                                                  |                                                                     |                                                                       |                                                                                             |                                                                                             |                                                                                             |                                                                                             | ルクセンブルク大公国 （1890年 - ）                                                          |

スペイン領ネーデルラント（スペインりょうネーデルラント、スペイン語: Países Bajos Españoles、オランダ語: Spaanse Nederlanden、フランス語: Pays-Bas espagnols、ドイツ語: Spanische Niederlande、歴史的にはスペイン語で「フランドル」と総称）は、ハプスブルク領ネーデルラントのうち、1556年から1714年までのスペイン・ハプスブルク家によって支配された時期を指す。この地域は、神聖ローマ帝国内の諸侯国の集合体であり、スペイン王と同君連合の関係にあった。また、現在のベルギーとルクセンブルクの大部分、さらにはフランス北部、オランダ南部、ドイツ西部の一部を含み、首都はブリュッセルに置かれた。防衛の任務はフランドル軍に委ねられていた。
旧ブルゴーニュ領ネーデルラントの領地は、1482年にマリー・ド・ブルゴーニュが死去したことで、断絶したヴァロワ＝ブルゴーニュ家からオーストリア・ハプスブルク家が継承した。17州はハプスブルク領ネーデルラントの中核をなし、1556年の皇帝カール5世の退位に伴い、スペイン・ハプスブルク家の支配下に入った。しかし、1581年にネーデルラント連邦共和国が成立すると、残りの地域はスペインの統治下にとどまり、スペイン継承戦争までスペインの支配下に置かれた。

## 歴史

### 背景
ネーデルラントの封土は、すでにブラバント公国を中心にフィリップ善良公の統治下で共通の行政機構が整えられており、オランダ総督が設置され、1464年には初めてスターテン・ヘネラールが招集された。彼の孫娘マリーは、1477年に大特許状を発布し、諸州に対する一連の特権を承認した。その後、マリーの夫であるオーストリア大公マクシミリアン1世が政権を掌握したが、諸州は特権の維持を主張し、ホラントでは釣り針とタラ戦争が発生し、フランドルでも反乱が起こった。しかし、マクシミリアンはザクセン公アルブレヒト3世の支援を受けてこれを鎮圧し、最終的にその子フィリップ美公が1493年にハプスブルク領ネーデルラントの統治を引き継ぐこととなった。彼は後にカスティーリャ王女フアナ（狂女フアナ）と結婚し、ハプスブルク家のスペイン継承へとつながる道を開いた。
フィリップ美公およびその子で後継者であるカール5世は、ブルゴーニュ継承領、とりわけネーデルラント諸州と神聖ローマ帝国内のブルゴーニュ自由伯領を指して「ブルゴーニュ公」の称号を保持し続けた。ハプスブルク家は、しばしば自らの世襲領を「ブルゴーニュ」と総称し、1512年に設立されたブルグント・クライスにもその名を冠していた。この用法は、1795年にオーストリア領ネーデルラントがフランス共和国に併合されるまで続いた。ネーデルラント総督は、ネーデルラントにおけるブルゴーニュ継承領の統治を担っていた。カール5世はネーデルラントで生まれ育ち、ブリュッセルのクーデンベルク宮殿にしばしば滞在した。
カール5世は、1549年の国事詔書によって17州を統一かつ不可分のハプスブルク領とすることを宣言した。その後、1555年から1556年にかけて、カール5世の退位に伴い、ハプスブルク家はオーストリア・ドイツ系とスペイン系に分裂した。ネーデルラントは彼の子であるスペイン王フェリペ2世に継承され、一方、神聖ローマ皇帝の位は弟のフェルディナント1世が引き継いだ。ネーデルラント諸州は、神聖ローマ帝国の封土であるという地位を法律上は維持しつつも、事実上スペイン・ハプスブルク家の統治下に置かれ、ブルゴーニュ継承領の一部として統治されることとなった。

### 八十年戦争
フェリペ2世の厳格な対抗宗教改革政策は、主にカルヴァン派が多かったネーデルラント諸州での反発を招き、1568年に八十年戦争が勃発した。1579年1月、北部7州はプロテスタントのユトレヒト同盟を結成し、1581年の「統治権否認令」によってネーデルラント連邦共和国としてスペイン・ハプスブルク家から独立することを宣言した。一方、スペイン・ハプスブルク家は1585年のアントワープ陥落を経て、部分的にカトリックが残る南ネーデルラントの支配を維持することに成功した。

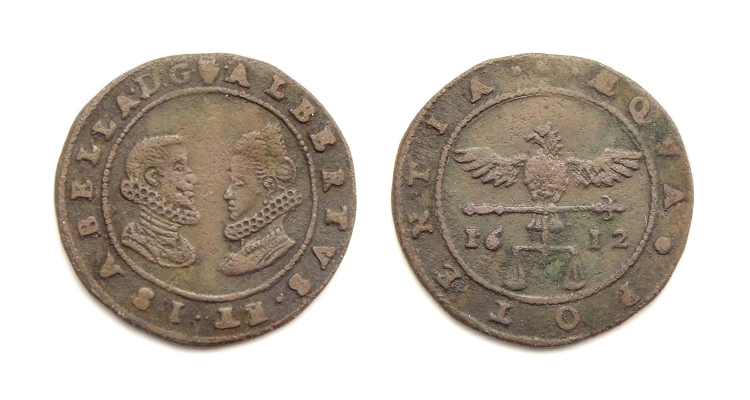
Jeton with portraits of the Archdukes Albert VII, Archduke of Austria and Infanta Isabella of Spain, struck in Antwerp 1612.
Obv: Portraits of Albert and Isabella.
Rev: Eagle holding balance, date 1612.

1598年、スペイン領ネーデルラントはフェリペ2世の娘イサベル・クララ・エウヘニアとその夫であるオーストリア大公アルブレヒト7世に譲渡され、状況は好転した。夫妻の統治は、待望の平和と経済の安定をもたらし、南ネーデルラントの独自性を育むとともに、反スペイン感情を和らげつつハプスブルク家の権威を確立した。17世紀初頭のブリュッセル宮廷は華やかであり、「大公夫妻」の宮廷からはピーテル・パウル・ルーベンスをはじめとする多くの芸術家が輩出された。イサベルとアルブレヒトの統治下、スペイン領ネーデルラントは本当は正式に独立していたが、実際には常にスペインの影響下にあった。1621年にアルブレヒトが死去すると正式にスペインの支配下へ戻り、子のなかったイサベルは1633年に死去するまで総督を務めた。
異端とされた北ネーデルラントの奪還を目的とした戦争の失敗は、依然として主にカトリックの影響下にあった北部の領土の大幅な喪失を招き、1648年のヴェストファーレン条約によって確定された。これにより、ゼーラント・フランドル（スヘルデ川南岸）、現在のオランダの北ブラバント州、および現在のリンブルフ州に位置するマーストリヒトは、「総督領」として特異な低位の地位に置かれ、ネーデルラント連邦共和国によって共同統治されるものの、加盟州としては認められなかった。

### フランスによる征服
17世紀後半、スペイン・ハプスブルク家の勢力が衰退するにつれ、フランスによるネーデルラントの侵攻が相次ぎ、戦争のたびにフランスの支配地域が拡大した。1659年のピレネー条約により、フランスはアルトワの大部分を併合し、ダンケルクはイングランドに割譲された。1668年のアーヘンの和約（ネーデルラント継承戦争を終結）および1678年のナイメーヘンの和約（仏蘭戦争を終結）により、現在のフランス・ベルギー国境に至るまでの領土がフランスに割譲され、カンブレー、ワロン・フランドル、エノー伯領の半分（ヴァランシエンヌを含む）が失われた。さらに、再統合戦争および大同盟戦争でもフランスは領土を併合したが、1697年のライスワイク条約により一部がスペインに返還された。
スペイン継承戦争の最中の1706年に、ハプスブルク領ネーデルラントは、戦争終結までの間イギリスとオランダの共同主権下に置かれた。1713年から1714年にかけて締結されたユトレヒト条約およびラシュタット条約により、南ネーデルラントはオーストリア・ハプスブルク家の支配下に戻り、オーストリア領ネーデルラントとなった。